# Српска револуција
Термин Српска револуција се односи на период историје Србије од 1804. до 1835. године, а први га је употребио Леополд фон Ранке у својој књизи Die Serbische Revolution. Од њега га је касније прихватио и Вук Стефановић Караџић.
Период на који се термин односи обухвата:
- Први српски устанак (од 1804. до 1813. године), предвођен Карађорђем,
- Хаџи Проданову буну (1814. године),
- Други српски устанак (1815. године), предвођен Милошем Обреновићем
- период владавине Милоша Обреновића до доношења Сретењског устава 1835. године.

Као последице ових догађаја сматрају се ослобођење Србије од турске власти, модернизација и препород у српском друштву који је донео Сретењски устав, мада је он убрзо по доношењу био укинут.

## Увод
Будућа српска држава је настала на територији Београдског пашалука (званични турски назив је био Смедеревски санџак). На челу овог пашалука налазио се београдски везир. Београдски пашалук је био подељен на 12 нахија, а свака нахија се састојала из неколико кнежина. Почетком 19. века, на овој територији је живело око 400.000 Срба, затим Турци и нешто Румуна, Рома и Јевреја. Турци су углавном живели у градовима са утврђењима, а Срби на селу.
Последњи аустријско-турски рат (1788—1791) је вођен највише на територији Београдског пашалука. Срби су масовно приступали у добровољачке одреде (фрајкоре) и ратовали су на страни Аустрије. Овај период српске историје је познат као Кочина крајина, по Кочи Анђелковићу, вођи устаника. Многи Срби, међу њима и Карађорђе, су тада стицали ратно искуство. Рат је завршен Свиштовским миром, који Србима није донео ништа осим амнестије.
Када је у 18. веку укинута најважнија српска установа под Турцима, Пећка патријаршија, Срби су се организовали у кнежинској самоуправи. Она је постала значајна тек у другој половини 18. века. Турци су дозволили Србима да се организују у нахији, кнежини и селу. Старешине села, кнежине и нахије су били кмет, кнез и обор-кнез. Они су у име турске власти сакупљали порез, одржавали путеве и гонили хајдуке. Кнежинска самоуправа је дошла до изражаја у време везира хаџи Мустафа-паше, којег су Срби због благе управе звали „српска мајка“. Посебним правним актима (ферманима) са краја 18. века је коначно уобличена кнежинска самоуправа.
Међутим група јаничара-узурпатора, познатих као дахије, 1801. је убила хаџи Мустафа-пашу и преузела сву власт у Београдском пашалуку. Четворица дахија - Аганлија, Кучук Алија, Мула Јусуф и Мехмед-ага Фочић - поделиле су Београдски пашалук на четири дела и завеле страховладу. Када је турски зулум досегао границе неиздрживости, Срби су тајно почели да се спремају за буну. Дознавши намере Срба, дахије су организовале погубљења виђенијих Срба, позната као "Сеча кнезова".

## Први српски устанак
Карађорђе је умакао Сечи кнезова и са шумадијским првацима је фебруара 1804. организовао збор у селу Орашац, на ком је одлучено да се подигне буна. На овом збору Карађорђе је изабран за „вожда“. Буна је почела паљењем турских ханова по Шумадији и протеривањем Турака из ханова и села у утврђене градове. Да би смирио ситуацију у Београдском пашалуку, турски султан је јула 1804. послао босанског везира Бећир-пашу. Карађорђе је као први услов за успостављање мира тражио ликвидацију дахија, које је Миленко Стојковић у ноћ између 5. и 6. августа, по Карађорђевом наређењу и уз сагласност Бећир-паше, погубио на острву Ада Кале.
Међутим, ово није смирило ситуацију у пашалуку. Султан је 1805. послао у Београд за везира Хафис-пашу, ког су устаници дочекали на Иванковцу и нанели му тежак пораз. Овим је буна против дахија прерасла у устанак против турске власти и српску националну револуцију. Следеће године устаници су поразили турску војску на Мишару и Делиграду и освојили београдску варош.
Устаници су покушали да успоставе мир са Османским царством. Преговоре са Портом у име српске стране је водио трговац Петар Ичко и успео од ње да издејствује Ичков мир. Најважније одредбе Ичковог мира су биле да се из Србије протерају јаничари и да Срби обављају јавне службе и чувају границу. Мир није остварен јер су Срби наставили рат када је на њихову страну у рат ушла Русија. Следеће године (1807), Срби су заузели београдску тврђаву, а удружена српско-руска војска је однела победе код Штубика и Малајнице. У наредним годинама устаници су ратовали ради ослобођења српског народа изван Београдског пашалука.
Година 1808. је прошла без већих окршаја, а за следећу годину Карађорђе је планирао да се у Рашкој састане са војском црногорског владике Петра  и одатле да се упути у ослобађање Старе Србије. Карађорђе је однео победе над Турцима код Суводола, Сјенице и Новог Пазара. Међутим, морао је да одустане од похода јер му се црногорски владика није придружио и зато што су устаници поражени у бици на Чегру. Српски устаници су 1810. године однели победе код Лознице и Варварина (заједно са руском војском).
Поход Наполеона на Русију је принудио јединог савезника Срба да оконча рат са Турском. 1812. Русија је склопила са Османским царством Букурешки мир и повукла своју војску из устаничке Србије. Русија је Букурешким миром покушала да устаницима осигура аутономију и амнестију за учешће у рату. Устаници су до тада остварили независност и нису желели да прихвате само аутономију и наставили су да се боре. Огромна турска војска, предвођена великим везиром Хурсид-пашом је опколила устаничку државу са запада, југа и истока. Устаничка Србија била је покорена до краја октобра 1813. Карађорђе је напустио Србију са већим бројем устаничких старешина, а велики број Срба се иселио на територију суседне Аустрије.

### Уређење устаничке државе
Упоредо са борбом против турске власти, устаници су организовали сопствену власт. Прво су уређени судови, световни и црквени. Најважнија установа устаничке Србије је била Народна скупштина, коју су чинили најистакнутији народни прваци, војсковође и свештеници. На Скупштини су доношене најважније одлуке: куповина оружја и муниције, сакупљање пореза, усвајање ратних планова, преговори са Турцима и слично. Устаници су 1805. године основали Правитељствујушчи совјет, чија делатност у почетку није била јасно одређена. Од 1811, Совјет је постао извршни орган власти, са 5 министарстава (попечитељстава). Председници Совјета су били Прота Матеја Ненадовић, Младен Миловановић и Јаков Ненадовић.
Све ово време Карађорђе је имао врховну неограничену власт. Покушај да се његова власт ограничи је завршио неуспехом. 1811. Карађорђе је протерао из земље своје највеће непријатеље, Миленка Стојковића и Петра Добрњца.
Због сталног ратовања устаници нису могли да посвете неопходну пажњу образовању. О отварању основних школа и раду учитеља побринуо се Доситеј Обрадовић, после преласка у Србију. Осим њега, школи се посветио и Иван Југовић, који је 1808. основао Велику школу у Београду.
Током Првог српског устанка су укинути феудални односи, а земља је припала сељацима.

## Хаџи Проданова буна
Након пада Србије, за београдског везира је постављен Сулејман-паша Скопљак, који је допустио освету над покореним Србима. Он је завео страховладу, која је у нечему била и тежа од дахијске.
У Србији су остале три значајне личности из Првог устанка - Станоје Главаш, хаџи Продан Глигоријевић и Милош Обреновић. Станоја Главаша Турци су именовали за надзорника цариградског друма, али су га брзо погубили, јер им је био сумњив. Хаџи Продан Глигоријевић није дозволио Турцима да га изненаде, па је подигао буну. Хаџи Проданова буна (1814) је избила спонтано код манастира Трнаве, у Пожешкој нахији, а потом се проширила на Крагујевачку нахију. Милош Обреновић је сматрао да буна није подигнута у право време и није учествовао у њој. Он је чак помогао војску београдског везира у главној бици код Кнића. Иако су однели победу, побуњеници су се повукли, а хаџи Продан је побегао у Аустрију. Побуна је лако угушена, а везир је појачао терор.

## Други српски устанак
Устаничке старешине које нису избегле почеле су да се договарају како да зауставе турски зулум. 23. априла 1815. у Такову је одржан традиционални сабор. Окупљени прваци су одлучили да подигну устанак, па су понудили предводништво Милошу Обреновићу, што је он прихватио, али након извесног колебања. Други српски устанак је подигнут и вођен против легалне турске власти. Устаници су имали среће да све битке воде против војске београдског везира. Најважније битке су биле код Чачка, Палежа, Пожаревца, на Љубићу и Дубљу.
Када су против побуњених Срба пошле још и две султанове војске из Босне и Румелије, Милош Обреновић је започео преговоре, уверен да не може пружити отпор на три стране. На Дрини је започео преговоре са босанским везиром Хуршид-пашом, а наставио је румелијским везиром Марашли Али-пашом. Са Марашлијом је склопио усмени споразум којима је Србима у београдском пашалуку осигурао полуаутономни положај. Према постигнутом договору, Срби су имали право да скупљају порез, да учествују у суђењу Србима, да спахије убирају приходе по законима и да у Београду заседа Народна канцеларија састављена од српских кнезова. Тако је окончан Други српски устанак, односно ратни период Српске револуције. Милош Обреновић се одмах по завршетку Другог српског устанка одрекао титуле вожда, а прихватио је титулу кнеза.

## Кнежевина Србија
У Београдском пашалуку је паралелно успостављена и српска и турска власт. Турци су имали своје органе власти: везира, диван (везиров савет), алај-бега (старешина спахија), муселима (војвода) и кадију (судија). Везир је био одговоран Порти, а посредством кнеза Милоша и српских органа власти је управљао Србима у Београдском пашалуку. Турска власт се осећала све до 1830, а тада је нагло ослабила.
Кнез Милош се упустио и преговоре са Портом на основу одредаба Ичковог и Букурешког мира, уз подршку Русије. Резултати вишегодишњег ратовања, кнежева дипломатска умешност и руска подршка су били пресудни за стицање аутономије. На Народним скупштинама (1817. и 1827) народ га је изабрао за наследног кнеза. Да би ојачао српску власт, Милош је 1820. молбом затражио од Порте самоуправна права за Србе.
Како је Русија након пораза Наполеона имала добар положај у Европи, није јој било тешко да укључи Србију у све уговоре које је склапала са Османским царством. Подржаван од стране Русије, уз подмићивање, турских државника, кнез Милош се изборио за три темељна документа о аутономији: Хатишериф из 1830, Берат из 1830. и Хатишериф из 1833. Овим актима Србија је стекла права на: слободу вероисповести, избор старешина, независну унутрашњу управу, повратак шест нахија које је Карађорђе ослободио током Првог српског устанка, а које нису биле део Београдског пашалука, слободу трговине, подизање школа, болница и штампарија, забрану насељавања Турака у Србију и право на исељавање Турака из Србије, осим у градовима са утврђењима. Порта је Бератом потврдила кнеза Милоша за наследног кнеза. Пореске обавезе које су Срби имали према спахијама, везиру и Порти су процењене на 2.350.000 гроша. Ова суму кнез је исплаћивао Порти сваке године на Ђурђевдан и Митровдан.
Прва владавина кнеза Милоша (1815—1839) је била апсолутистичка, пошто је сва власт била у његовим рукама. Уз кнеза су радиле народне скупштине, али су оне углавном коришћене за сакупљање пореза и подношење захтева Порти. Кнез је имао своју Кнежевску канцеларију, а од 1835. постао је Државни савет.
Кнежевом апсолутистичком владавином били су незадовољни и његови противници и његови пријатељи. Кнез је оштро сламао све отпоре. Погубио је Симу Марковића, Карађорђа, Петра Николајевића Молера, Младена Миловановића и многе друге истакнуте личности. Угушио је многе буна као што су биле буна Стевана Добрњца (1821) и буна Милоја Ђака, у којој су изнети и социјални захтеви. Највећу буну је предводио Милета Радојковић (1835). Побуњеници су устали са намером да уставом ограниче кнежеву власт. Кнез је био приморан да у Крагујевцу, тадашњој престоници Србије, донесе Сретењски устав. Устав је написао Димитрије Давидовић, који се посебно истакао у раду на доношењу хатишерифа. Уставом су кнежева права ограничена и делимично пренета на Државни савет. Под притиском Турске, Аустрије и Русије, које нису имале уставе, кнез је радо ставио ван снаге Сретењски устав, после само два месеца његове примене.
Од 1815. до 1835. у Србији је постојао феудални поредак. Спахије су и даље наплаћивале феудалне намете од српске раје. За разлику од ранијих времена, спахије су то сада радиле без злоупотребе и уз контролу кнеза и српске власти. Када су Срби Хатом из 1833. добили право да све дажбине исплаћују у једној суми, стекли су се услови за укидање феудализма. Сретењска скупштина (1835) је проценила све годишње феудалне обавезе једног сељака у просеку на 6 талира. То је омогућило кнезу Милошу да на Ђурђевдан, 5. маја 1835. у Србији престају све феудалне обавезе и намети. Овим догађајем завршава се Српска револуција.

## Друштвени, привредни и културни преображај
У Србији су читлуци укинути 1815. године, а спахије су 1830. изгубиле право да убирају харач.
Током револуције погинуло је и раселило се око 150.000 Срба.

## Галерија
- Бој на Мишару 1806. године
- Опсада Београда 1806. године
- Погибија Васе Чарапића код Стамбол капије, Опсада Београда 1806. године
- Погибија Хајдук Вељка 1813. године
- Бој на Равњу 1813. године
- Генерал Иван Иванович Исајев, командант руских трупа у биткама код Малајнице и Штубика 1807. године
- Јосиф Корнилијевич Орурк командант руских трупа у бици код Варварина 1810. године
- Подизање устанка у Орашцу 1804. године
- Макета куће из доба српске револуције